# Działalność inwestycyjna
Działalność inwestycyjna – działalność przedsiębiorstwa, której przedmiotem jest zakup lub sprzedaż rzeczowych aktywów trwałych (środków trwałych, środków trwałych w budowie), wartości niematerialnych i prawnych, długoterminowych inwestycji (w tym inwestycji w nieruchomości i prawa), krótkoterminowych aktywów finansowych (z wyjątkiem środków pieniężnych i ich ekwiwalentów) oraz związane z nią pieniężne koszty i korzyści.
Stanowi jeden z trzech podstawowych rodzajów działalności prowadzonej przez przedsiębiorstwo – obok działalności operacyjnej i finansowej.
Według ustawy o rachunkowości z dnia 29 września 1994 roku:
Przez działalność inwestycyjną (lokacyjną) rozumie się nabywanie lub zbywanie składników aktywów trwałych i krótkoterminowych aktywów finansowych oraz wszystkie z nimi związane pieniężne koszty i korzyści. (art. 48b ust. 3 pkt 2).
W działalności inwestycyjnej przedsiębiorstwa wykazuje się m.in.:
- Wpływy:
  - ze sprzedaży środków trwałych, środków trwałych w budowie, wartości niematerialnych i prawnych,
  - z inwestycji w nieruchomości, wartości niematerialne i prawne oraz aktywa finansowe,
  - z tytułu zwrotu krótko- i długoterminowych pożyczek udzielonych innym jednostkom,
  - z tytułu zwrotu zaliczek dotyczących działalności inwestycyjnej,
  - z tytułu pochodnych instrumentów finansowych,
  - z tytułu pieniężnych korzyści dotyczących wyżej wymienionych składników np.: odsetki od lokat,
- Wydatki:
  - z zakupu środków trwałych, środków trwałych w budowie, wartości niematerialnych i prawnych,
  - z inwestycji w nieruchomości, wartości niematerialne i prawne oraz aktywa finansowe,
  - z tytułu zwrotu krótko- i długoterminowych pożyczek udzielonych innym jednostkom,
  - z tytułu zwrotu zaliczek dotyczących działalności inwestycyjnej,
  - z tytułu pochodnych instrumentów finansowych,
  - z tytułu pieniężnych korzyści dotyczących wyżej wymienionych składników np.: odsetki od lokat[2].